# Bug (Fluss)
Der Bug (ukrainisch und belarussisch Буг Buh; polnisch Bug), auch Westlicher Bug genannt (ukrainisch Західний Буг Sachidnyj Buh, belarussisch Заходні Буг Sachodni Buh, russisch Западный Буг Sapadny Bug), ist ein Fluss in der Ukraine, Polen und Belarus.

## Verlauf
Der Bug entspringt östlich von Lwiw in der westlichen Ukraine (Galizien). Er fließt zunächst nach Westen, wendet sich aber kurz nach Kamjanka-Buska nach Norden. Er passiert die Stadt Brest, wonach er dann in einem Linksbogen immer westlicher läuft und nahe bei Warschau nach einem Lauf von 772 km in den zum Zegrze-Stausee angestauten Narew einfließt, kurz bevor dieser in die Weichsel mündet.
Der Bug gehört auf seinem Unterlauf zwischen der Mündung und Brest, wo er Grenzfluss zwischen Polen und Belarus ist, zu einem Wasserstraßensystem, das von der Ostsee zum Schwarzen Meer führt. Dessen die Flusssysteme von Weichsel und Dnepr verbindender Mittelteil führt den kurzen Bug-Zufluss Muchawez bei Brest aufwärts und dann durch den Dnepr-Bug-Kanal nach Osten über die Europäische Hauptwasserscheide.
Im längsten Teil seines Verlaufes ist der Bug seit dem 1. Mai 2004 die östliche Außengrenze der EU:
von Norden:52° 16′ 59″ N, 23° 10′ 44″ O

bis Süden: 50° 38′ 12″ N, 24° 5′ 47″ O – Luftlinie 194 km

## Geschichte
Seit dem 7. Jahrhundert war der Bug Siedlungsgebiet slawischer Stämme. Im 9. Jahrhundert wurden Buschanen erwähnt, für 907 Duleben. Spätestens im 10. Jahrhundert entstand in Brest eine größere slawische Burg.
981 kam das Gebiet fast vollständig in den Herrschaftsbereich der Kiewer Rus. Es entstanden Burgen in Busk und Drohiczyn. Das Gebiet gehörte größtenteils zum Fürstentum Wolhynien. Im 12. Jahrhundert gab es kurzzeitig eigenständige Fürstentümer in Brest und Busk.
1340 kam der größte Teil unter die Kontrolle des Königreich Polen, 1569 zur Polnisch-Litauischen Adelsrepublik.
1772 wurde der südliche Teil dem österreichischen Habsburgerreich als Teil von Galizien einverleibt, der nördliche Teil um Brest wurde Bestandteil des Kaiserreichs Russland.
Seit dem Polnisch-Sowjetischen Krieg von 1919 bis 1921 gehörte das Gebiet zur Republik Polen. Seit dem deutschen Überfall auf Polen im Herbst 1939 verlief gemäß Hitler-Stalin-Pakt die vereinbarte Interessengrenze zwischen dem Deutschen Reich und der Sowjetunion auf dem Westlichen Bug. Am rechten Ufer wurde die Molotow-Linie als sowjetisches Verteidigungsbauwerk begonnen, konnte jedoch nicht mehr fertiggestellt werden. Im Sommer 1941 wurde der Bug beim Unternehmen Barbarossa von der Wehrmacht überschritten und die dahinter liegenden Gebiete ebenfalls besetzt.
Seit 1944 gehört der Oberlauf zur Ukrainischen SSR, während der nördliche Teil die Grenze zwischen der Sowjetunion und Polen bildete. Nach dem Zerfall der Sowjetunion bildet der Bug jeweils einen bedeutenden Teil der polnisch-ukrainischen sowie der polnisch-belarussischen Grenze und somit seit 1. Mai 2004 einen Teil der Außengrenze der Europäischen Union.